# Alexandre Home (2e Lord Home)
Alexandre Home, 2e Lord Home (né vers 1468– mort le 5 septembre 1506) est un noble écossais qui fut Gardien de l'Écosse (1488-1493),  Grand-Chambellan d'Écosse (en) et Gardien des Marches.

## Biographie
Alexandre Home est le fils et homonyme de  Alexander Home, Maître de Home et d'Elisabeth Hepburn, fille de  Adam Hepburn, Maître de Hailes, il succède à son grand père et également homonyme Alexander Home, 1er Lord Home comme Lord Home en 1492. 
Il est l'un des chefs  participant à la bataille de Sauchieburn en 1488, qui couronne de succès la tentative de déposition du roi  Jacques III par son fils  Jacques IV en 1488.  À la suite du combat il est nommé au Conseil privé d'Écosse (en) et Grand-Chambellan d'Écosse (en)  pour le compte du roi mineur. En juin 1497, avec  Archibald Douglas, 5e comte d'Angus, il entre en relation avec le prétendant  Perkin Warbeck.

## Union et postérité
Alexandre Home se marie deux fois. Il épouse d'abord  Isabelle Douglas dont il divorce en 1476, après qu'elle lui ai donné une fille unique, Anna Home, qui épousera ensuite Sir William Cockburn of Langton (tué en  1513 lors de la Bataille de Flodden Field). 
Il se remarie ensuite avec Nicole Ker, fille de  Sir George Ker de Samuelston et de Mariota Sinclair, dont :
- Alexander Home, 3e Lord Home ;
- Georges Home, 4e Lord Home ;
- John Home, Abbé de Jedburgh ;
- Patrick Home ;
- William Home (mort en 1516) ;
- Andrew Home ;
- David Home, Prieur de Coldingham ;
- Elisabeth Home, épouse 1)  Thomas Hay, Maître de  Yester, puis  James Hamilton, 1er comte d'Arran ;
- Mariota Home, épouse John Lindsay, 6e comte de Crawford ;
- Nicole Home, épouse 1) Andrew Herries, 2e Lord Herries of Terregles (tué en 1513 à la  Bataille de Flodden Field), puis Patrick Hepburn.

## Source
- (en)  James Balfour Paul, Scots Peerage IX vols. Edinburgh 1904.